# FaZe Clan
FaZe Clan, ou simplesmente FaZe, é uma organização profissional de esportes eletrônicos e entretenimento com sede em Los Angeles, Califórnia, Estados Unidos. Fundada em 30 de maio de 2010 como FaZe Sniping, a organização tem jogadores de todo o mundo, em vários jogos, incluindo Call of Duty, Counter-Strike: Global Offensive, PlayerUnknown's Battlegrounds, Rainbow Six Siege, Halo Infinite, Valorant, Fortnite, Rocket League e Super Smash Bros. Ultimate. Em 2020, a organização expandiu-se para o mercado asiático, adquirindo um elenco tai de PUBG Mobile e FIFA.

## História
FaZe Sniping estreou no YouTube em 30 de maio de 2010. Originalmente, o grupo era um clã de Call of Duty fundado por três jogadores, Eric "CLipZ" Rivera, Jeff "House Cat" Emann (agora conhecido como "Timid") e Ben "Resistance" Christensen. O trio ganhou a reputação de inovar no trickshotting do jogo Call of Duty: Modern Warfare 2. Seu conteúdo no YouTube decolou quando Ted "Fakie" se juntou ao clã. Foi então que a FaZe revelou a série mais popular em seu canal, ILLCAMS. O foco do FaZe Clan em truques e uma abordagem de personalidade/mídia social levou o FaZe Clan a se tornar um dos primeiros canais populares de videogame do YouTube, em comparação com outros canais de Call of Duty que estavam focados em ganhar torneios. Em 2012, o canal tinha um milhão de inscritos e o clã começou a se ramificar em competições de esportes eletrônicos. As equipes sob o nome FaZe começaram a competir em competições como o Call of Duty Championship e os Counter-Strike: Global Offensive Major Championships, que eram separados dos criadores de conteúdo do clã no YouTube, dividindo os membros do FaZe Clan em dois campos autônomos. Originalmente, a FaZe Clan não tinha uma estrutura corporativa, porém o CEO original era o brasileiro Thomas "Temperrr" Oliveira, que era membro da FaZe desde os 16 anos. Oliveira e o COO Richard “Banks” Bengston criaram a primeira casa compartilhada FaZe em 2014 em Plainview, Nova York, onde eles poderiam incorporar conteúdo de estilo de vida com seu conteúdo de jogos.
Em 2015, a antiga plataforma de mídia social Hubrick, dirigida pelo empresário norueguês Sebastian Guerts, decidiu investir no FaZe Clan. Hubrick recrutou o ex-executivo da gravadora Lee Trink para atuar como CEO. Em janeiro de 2016, o FaZe Clan adquiriu a equipe de Counter-Strike: Global Offensive da europeia G2 Esports, que competiu como FaZe Clan no MLG Major Columbus 2016. A equipe conquistou o segundo lugar no ELEAGUE Major: Boston 2018, perdendo para a Cloud9. Em 2017, Bengston mudou-se para Los Angeles, iniciando uma nova casa compartilhada com personalidades do YouTube chamada Clout House. A FaZe Clan foi a vice-campeã da ESL Pro League Season 6 em 2017, e novamente vice-campeã da ESL Pro League Season 7 e da ESL One Cologne 2018. A FaZe Clan foi o campeã do ELeague CS:GO Premier em 2017, ganhando US$ 500.000 do prêmio em dinheiro.
Em 2018, Greg Selkoe, fundador da site de varejo de streetware Karmaloop, tornou-se o presidente da FaZe Clan, com o CEO Lee Trink assumindo o cargo de CEO em tempo integral. No final de 2018, o FaZe Clan abriu sua rodada de financiamento série A. Ao longo de 2019, os músicos Ray J, DJ Paul, Offset, Swae Lee, Yo Gotti, Pitbull e Disco Fries, os jogadores de basquete Meyers Leonard, Josh Hart, Ben Simmons, Jamal Murray, o jogador de futebol Gregory van der Wiel, o skatista Nyjah Huston, o apresentador de rádio Big Boy, os executivos musicais Sylvia Rhone, Troy Carter e Guy Oseary e o ator Chris O'Donnell investiram no FaZe Clan. Em dezembro de 2019, a FaZe encerrou sua série A liderada pelo empresário Jimmy Iovine e a plataforma de comércio eletrônico móvel NTWRK.
Em janeiro de 2020, o FaZe Clan obteve um empréstimo de investimento de US$ 22,7 milhões de um credor privado. A FaZe foi informada sobre a transação pela Canaccord Genuity, uma empresa financeira canadense. Em 18 de junho de 2020, o FaZe Clan anunciou sua copropriedade da CTRL, uma empresa de suplementos alimentares. Em dezembro de 2020, o FaZe Clan valia US$ 305 milhões. Nesse mesmo mês, a receita do FaZe Clan foi estimada em US$ 40 milhões. Também lançou o filme Crimson sob a FaZe Studios em 2020, com Brian "Rug" Awadis no papel principal.
Em 10 de junho de 2021, o FaZe Clan se tornou o primeiro time de esporte eletrônico a aparecer na capa da Sports Illustrated. No mesmo ano, anunciou que estava se fundindo com os investidores de aquisição de propósito específico B. Riley Principal para se tornar uma empresa pública listada na NASDAQ, com uma avaliação inicial de cerca de US$ 1 bilhão. Como parte dessa fusão, a FaZe receberia US$ 291 milhões de B. Riley, e seria renomeada para Faze Holdings Inc. e se reorientaria como uma marca para "a voz da cultura jovem". A fusão foi aprovada pela Comissão de Valores Mobiliários dos EUA, e a empresa abriu seu capital em 20 de julho de 2022, porém com uma avaliação inferior à anunciada de US$ 725 milhões.

## Divisões atuais

### Call of Duty

#### FaZe France
Em 19 de setembro de 2013, FaZe eSniping, sua divisão competitiva de sniping de Call of Duty, foi anunciada com a união de Raphael "Zydar" Zydar, Elliot "Hyspe" e Kevin "RanbOw", liderados por Anil "WaRTeK" Brancaleoni. Em 3 de abril de 2014, FaZe Clan anunciou o rebranding de FaZe eSniping para FaZe France. RanbOw deixou a equipe depois de um ano e meio, com Anthony "Toto" substituindo-o. Em 26 de maio de 2015, os jogadores e funcionários da FaZe France declararam que não estavam satisfeitos com os planos da FaZe e partiram para criar sua própria organização.

#### Atlanta FaZe
Em 2 de maio de 2019, a Activision Blizzard anunciou que a Atlanta Esports Ventures havia comprado um dos cinco primeiros slots da franquia para a Call of Duty League. De acordo com a ESPN, a editora estava procurando vender slots por aproximadamente US$25 milhões por equipe. "Temos a oportunidade de - mais uma vez - desempenhar um papel fundamental na comunidade diversificada de esports de Atlanta, trazendo o futuro dos esports de Call of Duty para a cidade", disse Hamilton em um comunicado na época. AEV e FaZe Clan fizeram uma parceria para a equipe e, em outubro de 2019, anunciaram que a equipe seria nomeada Atlanta FaZe.

### Counter-Strike: Global Offensive
FaZe Clan adquiriu sua equipe de Counter-Strike: Global Offensive em janeiro de 2016, comprando jogadores da G2 Esports por US$ 700.000. Foi a aquisição mais cara da história do jogo na época. A equipe estreou como FaZe Clan no MLG Major Columbus 2016, terminando em 9º–12º colocado. A equipe conquistou o segundo lugar no ELEAGUE Major: Boston 2018, perdendo para a Cloud9. A FaZe Clan foi a vice-campeã da ESL Pro League Season 6 em 2017, e novamente vice-campeã da ESL Pro League Season 7 e da ESL One Cologne 2018. A FaZe Clan foi a campeã do ELeague CS:GO Premier em 2017, ganhando US$ 500.000 do prêmio em dinheiro.
Em maio de 2022, a equipe conquistou seu primeiro Campeonato Major no PGL Major Antwerp 2022 ao derrotar a Natus Vincere, a equipe defensora do título, na final por 2–0, se tornando a primeira equipe com todos os jogadores de diferentes nacionalidades à vencer um Campeonato Major.
Em 26 de março de 2023, a FaZe Clan se tornou a quarta equipe na história à vencer o Intel Grand Slam, uma premiação de US$ 1.000.000 dada para a equipe que vencer 4 dos principais torneios da temporada da ESL. Para conquistar esse título, a FaZe Clan precisou vencer o IEM XVI Katowice, a ESL Pro League S15, o IEM XVIII Cologne, e a ESL Pro League S17.

## Parcerias e colaborações
Desde 2012, a FaZe Clan é parceira da G Fuel, a marca de bebidas com cafeína da Gamma Labs, que atualmente é uma das mais longas colaborações promocionais dos esportes eletrônicos. Como parte da colaboração, a empresa lançou sabores com o tema FaZe, como "FaZe Clan's Battle Juice" em 2019. Em 2 de maio de 2019, a Atlanta Esports Ventures anunciou a compra de uma franquia na Call of Duty League em parceria com a FaZe Clan. A equipe resultante, Atlanta FaZe, foi anunciada em 26 de outubro de 2019.
Em 22 de novembro de 2018, FaZe Clan colaborou com a fabricante de roupas esportivas Champion para lançar roupas exclusivas. Em 2019, Champion lançou roupas exclusivas com FaZe em quatro ocasiões. A Champion está fabricando a maioria das roupas lançadas pela FaZe. Em 14 de março de 2019, o FaZe Clan colaborou com a marca de roupas Siberia Hills para um lançamento de moletom por tempo limitado.
Em 21 de março de 2019, a FaZe Clan anunciou sua parceria com a fabricante de automóveis Nissan. A Nissan começou a produzir duas séries originais no canal do YouTube da FaZe.
Em 26 de setembro de 2019, o clube de futebol Manchester City anunciou sua parceria com a FaZe Clan para criação de conteúdo e roupas.
Em 20 de julho de 2019, a FaZe Clan abriu um estande na ComplexCon 2019, onde vendeu roupas exclusivas em colaboração com a Champion, a gravadora Lyrical Lemonade e a marca de roupas 24karats. Eles colaboraram com 24karats novamente em 16 de agosto de 2019, para lançar acessórios de roupas, e com Lyrical Lemonade em 27 de novembro do mesmo ano. Em 17 de setembro de 2019, o FaZe Clan colaborou com a empresa de chapelaria New Era. De 3 a 22 de novembro de 2019, o FaZe Clan colaborou com o designer Warren Lotas, a marca de roupas esportivas Kappa e a marca de roupas CLOT, respectivamente, para lançar roupas exclusivas.
Em agosto de 2021, o FaZe Clan anunciou um patrocínio com o McDonald's. As empresas serão parceiras em uma série de conteúdo e outros projetos com as principais estrelas do FaZe Clan.
Em setembro de 2021, FaZe Clan e DC Comics colaboraram em uma revista em quadrinhos de edição limitada, escrita por Josh Trujillo e ilustrada por Scot Eaton, apresentando Batman e vários membros do FaZe Clan.

## Filantropia
Em 15 de março de 2020, o FaZe Clan lançou o Fight 2 Fund, seu evento de caridade de Call of Duty: Warzone de quatro semanas, no qual participam influenciadores de mídia social, youtubers, streamers, celebridades, esportistas e músicos. Os espectadores poderiam doar dinheiro, que seria doado para instituições de caridade que ajudam pessoas afetadas pela doença de coronavírus 2019. O evento arrecadou mais de US$ 124.000.